# Mästarnas mästare 2019
Den elfte säsongen av TV-programmet Mästarnas mästare sändes i Sveriges Television under våren 2019. Detta bekräftades av Sveriges Television i augusti 2018, då man samtidigt meddelade samtliga 10 deltagare för säsongen; det lägsta antalet deltagare någonsin i Mästarnas mästares historia. Säsongen har denna gång spelats in i Kalamata, Grekland under september 2018.
Det gruppsystem som använts sedan säsong 4 (med undantag för jubileumssäsongen 2018) användes även i denna säsong. Detta innebär att det var 10 deltagare i programmet, hälften kvinnor och hälften män, som gjorde upp om segern. Inför inspelningarna delades dessa personer upp i två grupper med totalt 5 personer i respektive grupp och de tävlade sedan inom dessa grupper i ett antal program. En efter en fick deltagarna lämna programmet innan en gruppfinal skedde där några personer i respektive grupp gick vidare till slutomgångarna i programmet. Där möttes för första gången personer från bägge grupperna innan en final slutligen hölls och vinnaren korades.
Tre nyheter under denna säsong var Mästarkvalet, i vilken deltagare som slagits ut i nattduellen kunde tävla om en plats att få återkomma till programmet. Den andra nyheten var att en app kunde användas för att slå vad om vilken deltagare som skulle vinna respektive gren. Leijnegard gav även sin åsikt inför grenarna, vilket påminde om expertpanelen från säsong 1. Den tredje nyheten var att inför nattduellen var det inte den deltagare som hade kommit sist som valde vem han eller hon skulle utmana utan det var istället avsnittets vinnare som gjorde detta val.

## Deltagare

### Grupp 1
Den första gruppen tävlade under avsnitt 1–3 (10–24 mars 2019):
| Namn           | Sport       |
| -------------- | ----------- |
| Carolina Klüft | Friidrott   |
| Kjell Isaksson | Stavhopp    |
| Marita Skogum  | Orientering |
| Mikaela Laurén | Boxning     |
| Tommy Salo     | Ishockey    |

### Grupp 2
Den andra gruppen tävlade under avsnitt 4–6 (31 mars–14 april 2019):
| Namn                   | Sport       |
| ---------------------- | ----------- |
| Anders Södergren       | Längdskidor |
| Annelie Pompe          | Fridykning  |
| Henrik "Henke" Larsson | Fotboll     |
| Kim Martin             | Ishockey    |
| Staffan Olsson         | Handboll    |

## Nattduellen
Nattduellen var den grenen i programmen som avgjorde vilken deltagare som varje vecka fick lämna tävlingen och hamna i Mästarkvalet. I duellen möttes varje gång den mästare som totalt sett efter tre grenar hamnat sist och en mästare som den förstplacerade valt ut; en ändring från föregående säsonger. Likt de senaste säsongerna hölls ingen nattduell i det inledande gruppspelsmötet, både i den första och andra gruppen. Istället tog alla deltagarna med sig sina poäng från det första grupprogrammet till det andra, där en duell sedan hölls.
Nattduellen bestod av fem lysande stavar på ett bord. När en av stavarna slocknade skulle man ta den och den som tog staven först vann och fick stanna kvar i tävlingen. Tävlingen kördes i tre omgångar, där den person som först vunnit två omgångar hade vunnit nattduellen. För att armarna skulle vara på lika långt avstånd från stavarna tvingades de tävlande hålla i två stycken kättingar, som satt fast i marken. Tappade någon av de tävlande kättingen innan staven slocknade gick segern i den omgången till motståndaren.
| Avsnitt | Datum (2019) | Nattduell mellan                  | Vinnare omgång 1 | Vinnare omgång 2 | Vinnare omgång 3 | Utslagen       |   |
| ------- | ------------ | --------------------------------- | ---------------- | ---------------- | ---------------- | -------------- | - |
| 1       | 10 mars      | —                                 | —                | —                | —                | —              | — |
| 2       | 17 mars      | Tommy Salo och Mikaela Laurén     | Mikaela Laurén   | Mikaela Laurén   | —                | Tommy Salo     |   |
| 3       | 24 mars      | Kjell Isaksson och Mikaela Laurén | Mikaela Laurén   | Mikaela Laurén   | —                | Kjell Isaksson |   |
| 4       | 31 mars      | —                                 | —                | —                | —                | —              | — |
| 5       | 7 april      | Annelie Pompe och Henrik Larsson  | Henrik Larsson   | Henrik Larsson   | —                | Annelie Pompe  |   |
| 6       | 14 april     | Kim Martin och Staffan Olsson     | Kim Martin       | Kim Martin       | —                | Staffan Olsson |   |
| 7       | 21 april     | —                                 | —                | —                | —                | —              | — |
| 8       | 28 april     | Tommy Salo och Marita Skogum      | Tommy Salo       | Marita Skogum    | Marita Skogum    | Tommy Salo     |   |
| 9       | 5 maj        | Marita Skogum och Mikaela Laurén  | Marita Skogum    | Marita Skogum    | —                | Mikaela Laurén |   |
| 10      | 12 maj       | —                                 | —                | —                | —                | —              | — |

### Mästarkvalet
En skillnad från föregående år var att en utslagen mästare under grupptävlingarna fick chansen att ta sig tillbaka till programmet genom att tävla i Mästarkvalet. Detta kval leddes av Pernilla Wiberg och sändes enbart på SVT Play i samband med de vanliga avsnitten. Där tävlade de utslagna mästarna först i Tidsjakten för att sedan avancera till en gruppduell, där först till två segrar i gruppduellen vann. Därefter möttes vinnaren i respektive gruppduell i en final och vinnaren av finalen tog sig tillbaka till Mästarnas mästare och Mästarhuset.

#### Resultattabell: Genrep
De första två avsnitten innehöll ett genrep, där först Leijnegard (i avsnitt 1) och sedan Wiberg (i avsnitt 2) tävlade i Tidsjakten.
| Deltagare        | Plats | Tidsjakt (mm:ss) |
| ---------------- | ----- | ---------------- |
| Micke Leijnegard | 1     | 03:30            |
| Pernilla Wiberg  | 2     | 03:36            |

#### Resultattabell: Grupp 1
Salo tävlade i avsnitt 2 medan Isaksson tävlade i avsnitt 3 i Tidsjakten. I och med Isakssons vinst i Tidsjakten fick han möjlighet att välja ordningen på de tre grenarna i gruppduellen: Magdödaren, Ballongen och Klosstornet. Denna gruppduell avgjordes i avsnitt 4 och vanns av Salo, som därmed gick till final i Mästarkvalet medan Isaksson åkte ut.
| Deltagare      | Plats | Tidsjakt (mm:ss) | Gruppduell            | Gruppduell           | Gruppduell             |
| Deltagare      | Plats | Tidsjakt (mm:ss) | Omgång 1 (Magdödaren) | Omgång 2 (Ballongen) | Omgång 3 (Klosstornet) |
| -------------- | ----- | ---------------- | --------------------- | -------------------- | ---------------------- |
| Tommy Salo     | 1     | 09:02            | Förlorare             | Vinnare              | Vinnare                |
| Kjell Isaksson | 2     | 05:21            | Vinnare               | Förlorare            | Förlorare              |

#### Resultattabell: Grupp 2
Pompe tävlade i avsnitt 5 medan Olsson tävlade i avsnitt 6 i Tidsjakten. I och med Olssons vinst i Tidsjakten fick han möjlighet att välja ordningen på de tre grenarna i gruppduellen: Klosstornet, Ballongen och 90 grader. Denna gruppduell avgjordes i avsnitt 6 och vanns av Olsson, som därmed gick till final i Mästarkvalet medan Pompe åkte ut.
| Deltagare      | Plats | Tidsjakt (mm:ss) | Gruppduell             | Gruppduell           | Gruppduell           |
| Deltagare      | Plats | Tidsjakt (mm:ss) | Omgång 1 (Klosstornet) | Omgång 2 (Ballongen) | Omgång 3 (90 grader) |
| -------------- | ----- | ---------------- | ---------------------- | -------------------- | -------------------- |
| Staffan Olsson | 1     | 07:26            | Vinnare                | Vinnare              | —                    |
| Annelie Pompe  | 2     | 09:28            | Förlorare              | Förlorare            | —                    |

#### Final
I avsnitt 7 tävlade Salo mot Olsson i en hinderbana. De tävlande var tvungna att först klättra över en vägg för att sedan gå en balansgång, hållande tre bouleklot. Därefter skulle de gräva sig under en mur för att avslutningsvis kasta prick med boulekloten. Salo vann över Olsson och kom därmed tillbaka till Mästarnas mästare inför avsnitt 8, dock med 0 poäng.
| Deltagare      | Plats |
| -------------- | ----- |
| Tommy Salo     | 1     |
| Staffan Olsson | 2     |

## Slutgiltig placering och utslagningsschema

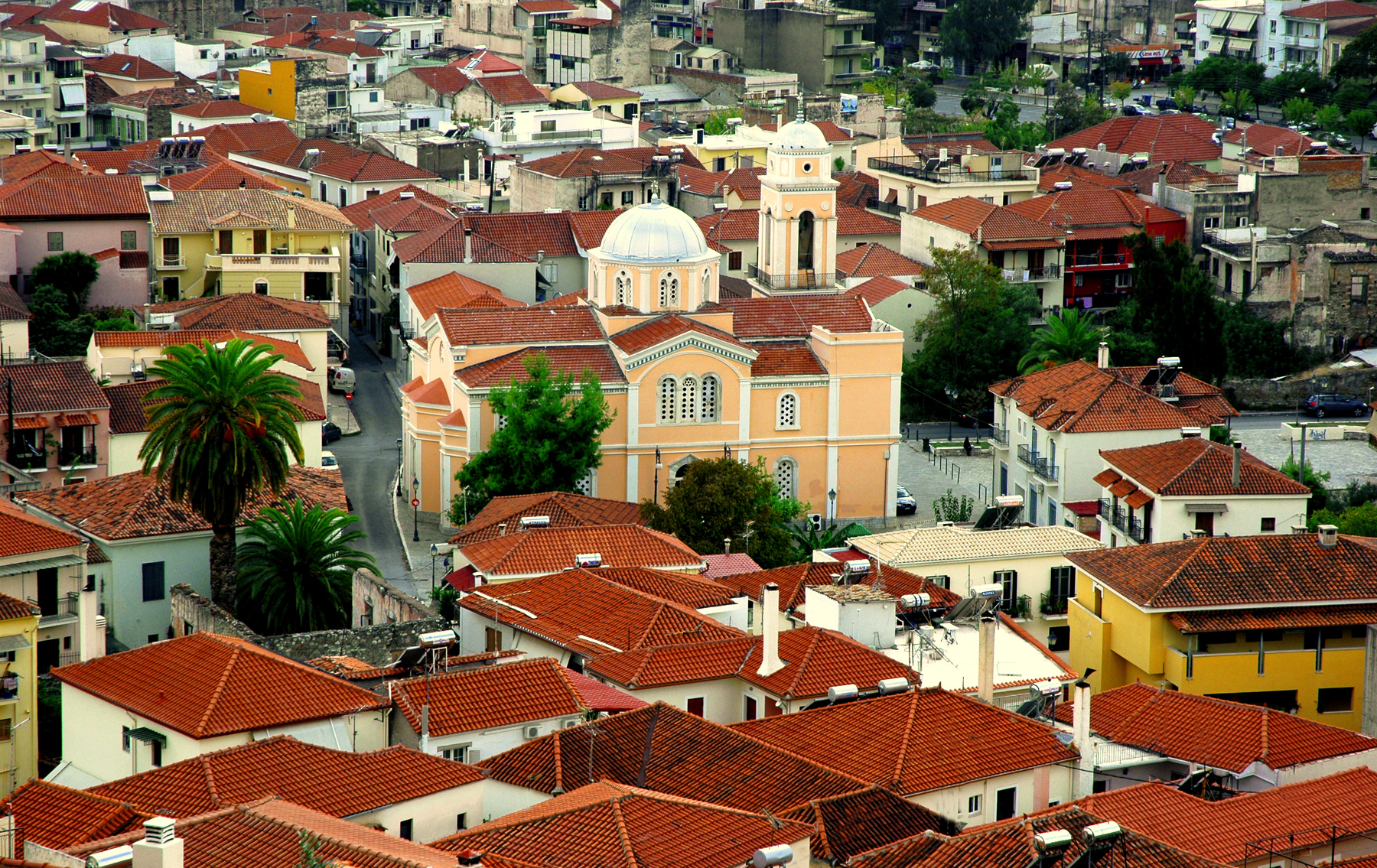
Den elfte säsongen av Mästarnas mästare spelades in under september 2018 i Kalamata, Grekland.

### Resultattabell: Grupp 1
| Deltagare      | Plats | 1  | 2  | 1+2 | 3  |
| -------------- | ----- | -- | -- | --- | -- |
| Carolina Klüft | 1     | 13 | 13 | 26  | 16 |
| Marita Skogum  | 2     | 14 | 13 | 27  | 9  |
| Mikaela Laurén | 3     | 15 | 6  | 21  | 8  |
| Kjell Isaksson | 4     | 12 | 2  | 14  | 6  |
| Tommy Salo     | 5     | 3  | 4  | 7   |    |

### Resultattabell: Grupp 2
| Deltagare        | Plats | 4   | 5  | 4+5  | 6  |
| ---------------- | ----- | --- | -- | ---- | -- |
| Anders Södergren | 1     | 21  | 11 | 32   | 18 |
| Henrik Larsson   | 2     | 11  | 3  | 14   | 9  |
| Kim Martin       | 3     | 8,5 | 13 | 21,5 | 6  |
| Staffan Olsson   | 4     | 12  | 3  | 15   | 6  |
| Annelie Pompe    | 5     | 4,5 | 8  | 12,5 |    |

### Kval till semifinal
| Deltagare        | Plats | 7  | 8  | 7+8 |
| ---------------- | ----- | -- | -- | --- |
| Anders Södergren | 1     | 15 | 24 | 39  |
| Carolina Klüft   | 2     | 12 | 22 | 34  |
| Henrik Larsson   | 3     | 9  | 17 | 26  |
| Mikaela Laurén   | 4     | 13 | 11 | 24  |
| Kim Martin       | 5     | 12 | 12 | 24  |
| Marita Skogum    | 6     | 5  | 8  | 13  |
| Tommy Salo       | 7     |    | 8  | 8   |

### Slutspel: Semifinal och final
Jaktstarten i semifinalen vanns av Klüft och Larsson kom sist, vilket gjorde att han slogs ut ur tävlingen. Skogum mötte Laurén i en nattduell, som Skogum vann.
Finalen avgjordes den 12 maj 2019 mellan Anders Södergren, Carolina Klüft, Kim Martin och Marita Skogum. Den första grenen vanns av Martin som därmed fick fem sekunders försprång mot tvåan, Klüft, som i sin tur fick fem sekunders försprång mot trean, Skogum, som i sin tur fick fem sekunders försprång mot fyran, Södergren, inför den andra grenen. Den andra grenen vanns av Klüft som därmed fick tjugo sekunders försprång mot tvåan, Södergren, som i sin tur fick tjugo sekunders försprång mot trean, Martin. Skogum kom sist och åkte därmed ut ur Mästarnas mästare. Den tredje grenen vanns av Södergren och tvåa kom Klüft, vilket betydde att Martin blev utslagen. I den avgörande finalen skulle de två kvarvarande deltagarna först ta sig genom en hinderbana med en låda fastknuten i ett rep för att sedan memorera pusselbitar för att sedan gräva upp bollar. Det sista och avgörande momentet var att kasta prick med bollarna och den som först klarade av att sätta fem av bollarna gick segrande ur Mästarduellen. Detta moment vanns av Södergren som därmed blev Mästarnas mästare 2019.
| Deltagare        | Slutgiltig placering (avsnitt 9 och 10) |
| ---------------- | --------------------------------------- |
| Anders Södergren | Vinnare                                 |
| Carolina Klüft   | Tvåa                                    |
| Kim Martin       | Trea                                    |
| Marita Skogum    | 4                                       |
| Mikaela Laurén   | 5                                       |
| Henrik Larsson   | 6                                       |